# أبو علي جغاني
أبو علي أحمد الصغاني أو الجغاني (بالفارسية: ابوعلی احمد چغانی) (توفي 955) المعروف بـ "أبو علي المحتاجي" كان حاكمًا لصغنيان (939–955) وحاكم خراسان السامانية (939–945، 952–953). وهو ابن أبي بكر محمد.

## تاريخه
في عام 939 مرض والده، محمد، وعين أبو علي ليخلفه في مناصبه. بصفته حاكمًا لخراسان، قام بعدة حملات في شمال إيران، فغزو جرجان والأراضي الواقعة في أقصى الغرب مثل الري من الزياريين، مما أجبر الزياريين على الاعتراف بالسلطة السامانية، وقتل الديلمي مكان بن كاكي. وبعد مغادرته إلى خراسان استولى البويهيي ركن الدولة على الري. وفي عام 945 عاد أبو علي وطرد البويهيين من الري، لكنهم عادوا بعد عام.

بلاد فارس في منتصف القرن العاشر

وفي نفس العام 945، قام الأمير الساماني نوح الأول بطرد أبو علي من ولاية خراسان بعد سماعه شكاوى على حكمه، وسعى إلى استبداله بتركي هو إبراهيم بن سمجور. رفض أبو علي قبول إقالته وتمرد. وانضم إليه عدد من الشخصيات الإيرانية البارزة بما في ذلك أبو منصور محمد، الذي عينه قائداً لخراسان. كما أقنع أبو علي أحد السامانيين، عم نوح، إبراهيم بن أحمد، بالانضمام إليه. ونصب أبو علي إبراهيم أميرًا على بخارى عندما استولى على المدينة عام 947. وبعد أن أمّن أبو علي منصبه، عاد إلى تشاغانيان. ومع ذلك، لم يكن إبراهيم يحظى بشعبية لدى أهل بخارى، وسرعان ما انتقم نوح باستعادة المدينة.
عندما وصلت أخبار إعادة الاستيلاء على بخارى إلى أبو علي، سار مرة أخرى نحو بخارى، لكنه هزم من قبل جيش أرسله نوح وانسحب مرة أخرى إلى تشاغانيان. وبعد مرور بعض الوقت، غادر المنطقة وحاول الحصول على الدعم من أتباع السامانيين الآخرين. في هذه الأثناء، قام نوح بتدمير تشاغانيان، ونهب عاصمتها. أدت معركة أخرى بين أبو علي والجيش الساماني في طخارستان إلى انتصار السامانيين. وفي النهاية عقد السلام مع نوح، الذي سمح له بالاحتفاظ بشغانيان مقابل إرسال ابنه أبو المظفر عبد الله رهينة بخارى.
وبعد مرور بعض الوقت، أرسل أبو علي في رحلة استكشافية لقمع تمرد بالقرب من تشاغانيان بقيادة شخص نصب نفسه يعرف باسم المهدي. نجح أبو علي في هزيمته والقبض عليه وإرسال رأسه إلى بخارى. وفي 951/2 توفي أبو المظفر عبد الله نجل أبو علي في حادث، وأرسل جثمانه إلى تشاغانيان حيث دفن.
في عام 952 بعد وفاة والي خراسان، منصور بن قره تيجين (توفي إبراهيم بن سمجور عام 948)، وأعاد نوح أبو علي إلى منصبه. وبإصرار الزياريين بدأ حربًا مع البويهيين، لكنه لم يتمكن من الاستيلاء على الري وبدلاً من ذلك عقد السلام مع البويهيين. أزعج هذا الإجراء نوح، الذي عزله مرة أخرى من الولاية. ثم هرب أبو علي إلى البويهيين وحصل على منصب في خراسان من الخليفة.
في عام 955 توفي هو وأحد أبنائه بسبب الطاعون في الري. ونقلت جثثهم إلى تشاغانيان حيث دفنوا. أمير آل محتاج، أبو المظفر بن محمد، ربما حفيد أبو علي، عُيّن حاكمًا جديدًا لتشاغانيان. لكن بحسب بعض المصادر الأخرى، خلف أبو علي قريبه أبو الحسن طاهر. كان أبو علي محباً للعلم. وقد كتب له بن فريغون، ربما أحد أقاربه، كتابه الرائد جوامع العلوم.